# Patrol Air Cushion Vehicle
Das Patrol Air Cushion Vehicle (deutsch etwa: Luftkissen-Patrouillenfahrzeug), kurz PACV, war ein Luftkissenfahrzeug, das von der United States Navy und der United States Army während des Vietnamkriegs zu Patrouillenzwecken eingesetzt wurde.

## Technik

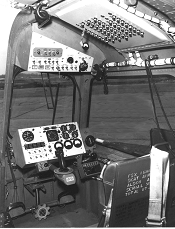
Cockpit eines PACV

Der Rumpf des Hovercrafts bestand aus Aluminiumplatten, die wie im Flugzeugbau vernietet wurden. Die Schürze, die das Luftkissen abdichtete, bestand aus schwerem, verstärktem Gummi.
Als Antrieb verwendeten die PACVs eine General Electric LM-100 Gasturbine mit 1.014 PS. Ein Getriebe übertrug die Leistung und verteilte sie jeweils zur Hälfte auf die vierblättrige Luftschraube mit 2,74 m Durchmesser und das Gebläse für die Luftschürze. Hinter der Schraube befand sich ein großes Doppelruder, welches bei hohen Geschwindigkeiten die Steuerung sicherstellte.
Im Cockpit befand sich auf der rechten Seite die Steuerung, die große Ähnlichkeiten mit der Steuerung eines Hubschraubers aufwies. Links befand sich der Platz des Radarbedieners. Das DECCA 202-Navigationsradar befand sich auf einem Mast über dem Cockpit. Der Laderaum, der sich unmittelbar an das Cockpit anschloss, fasste 9 m3. Hier und auf den oberen Abdeckungen der Schürze saßen meist die Einsatzkräfte. Am Bug, zwischen den Bedienerplätzen, befand sich eine einzelne große, nach oben aufklappbare Luke, die durch zwei weitere Luken an den Längsseiten ergänzt wurde.
Die ersten Modelle der Navy verfügten nur über ein einzelnes Zwillings-12,7-mm-Maschinengewehr in einer um 270° drehbaren Kanzel über dem Cockpit sowie in den Fenstern montierbare M60-Maschinengewehre. Die ein Jahr später eingeführten Army-Modelle hingegen hatten zwei einzelne 12,7-mm-Maschinengewehre in getrennten Kanzeln, dazu kamen zusätzliche, fernsteuerbare 40-mm-Granatwerfer und M60 am Bug. Außerdem verfügten die neuen PACVs über abgeflachte Schürzenabdeckungen, auf denen die aufgesessenen Truppen mehr Platz fanden.

## Geschichte

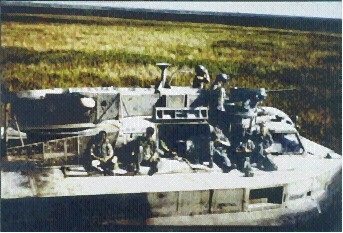
Army-PACV in der „Plain of Reeds“

Die ersten PACVs wurden 1966 von der British Hovercraft Corporation als BHC SR-N5 an Bell Aerosystems geliefert, wo sie mit Gasturbinen ausgerüstet und auf die Anforderungen der US Navy angepasst wurden. Als Bell Sk-5 wurden drei Fahrzeuge an die Navy zur Erprobung übergeben. Im Sommer desselben Jahres wurde die Einheit nach Vietnam verlegt und operierte unter dem Kommando der Mobile Riverine Force vor allem im Mekongdelta. Da Luftkissenfahrzeuge sowohl auf dem Wasser als auch an Land fahren können, waren die PACVs noch weitaus vielseitiger einsetzbar als die bisher verwendeten PBRs. Zumeist operierten sie in den weiten Überschwemmungsebenen und der sogenannten „Plain of Reeds“, einer großen, dicht mit Schilf bewachsenen Überschwemmungsfläche an der Grenze zu Laos, die für normale Patrouillenboote nahezu unpassierbar war.
Ihren Nachteil – die große Lärmentwicklung – machten die Hovercrafts durch ihre hohe Geschwindigkeit von 60 Knoten und große Wendigkeit wieder wett. Die von ihren Besatzungen meist PacVees genannten Fahrzeuge wurden zumeist von Hubschrauberpiloten gesteuert.
Im Winter 1966/67 kehrten die Hovercrafts in die USA zur Überholung zurück. Im Sommer 1967 wurden sie zusammen mit drei weiteren, weiterentwickelten PACVs der Army wieder nach Vietnam verlegt. Meist operierten sie in Zweiergruppen, um sich gegenseitig Feuerschutz geben zu können. Viele Einsätze wurden auch zusammen mit den Green Berets und den Navy SEALs durchgeführt, die die hohe Geschwindigkeit und damit das Überraschungsmoment der PACVS schätzten.
Die Einsätze in den zumeist unzugänglichen Fluss- und Küstenregionen dauerten bis in den Sommer 1970, als zwei PACVs zerstört wurden und die übrigen zurück in die USA verlegt wurden.